# Pals and Gals
Pals and Gals (br.: Abalados à bala) é um filme curta metragem estadunidense de 1954, dirigido por Jules White. É o 155º de um total de 190 filmes da série com os Três Patetas, produzida pela Columbia Pictures entre 1934 e 1959.

## Enredo
Shemp sofre de alargamento da veia da perna e o médico (Vernon Dent) o manda passar algum tempo no Oeste para se curar. Ele e os dois companheiros, Larry e Moe, vão até o povoado do Paço do Coiote e param no saloon para beberem. No lugar está o vilão Doc Barker (Norman Willes) que pede à dançarina Nell (Christine McIntyre) que descubra o que os trouxe até aquele lugar. Shemp fala sobre a veia e Barker confunde com um veio de ouro. Ele se oferece para tratar da veia com dinamite e os Patetas, sem entender, recusam. Depois, Nell os chama de lado e avisa que Doc roubou o saloon dela e de suas duas irmãs (Norma Randall e Ruth White) e que a força a colaborar mantendo as outras prisioneiras no porão.
Os Patetas armam um plano para libertarem as garotas: Shemp vai jogar pôquer com os bandidos enquanto Moe e Larry prepararam uma forte bebida para derrubá-los. Doc toma um gole e imediatamente grita por água. Shemp o molha com uma mangueira e Moe e Larry lhe retiram o paletó para que não "pegue uma pneumonia". Os dois acham as chaves nos bolsos e as dão para Nell que liberta as irmãs. Doc morre e seus comparsas percebem o plano do trio e os perseguem, capturando Larry e o deixando prisioneiro no lugar das irmãs. O Pateta é libertado pelos outros dois e escapam do saloon, fugindo num carroção coberto. Os bandidos vão atrás galopando mas param a perseguição quando Shemp arremessa diversas panelas que se enroscam nas patas dos cavalos. Depois são explodidos quando um macaquinho que estava na carroça detona a munição que havia ali. Os Patetas então se encontram com as três irmãs e comemoram sua vitória para contentamento do macaquinho.